# Пропанол-1
Пропи́ловый спирт (пропан-1-ол, 1-пропано́л, химическая формула — C3H7OH) — органический одноатомный спирт. Встречается в природе в небольших количествах как продукт ферментации, а также, является компонентом сивушного масла. Существует изомер 1-пропанола — изопропиловый спирт (пропан-2-ол, 2-пропанол).

## Физические свойства
Бесцветная жидкость со спиртовым запахом, смешивается с водой и образует с ней азеотропную смесь (т. кип. 87,5—88,0°С, 71,8 % по массе 1-пропанола). Растворим в этаноле, диэтиловом эфире, ацетоне, бензоле и других органических растворителях.

## Химические свойства
Пропиловый спирт обладает всеми химическими свойствами первичных одноатомных спиртов. Так он может быть превращён в галогеналканы: взаимодействие с йодом и красным фосфором даёт 1-йодпропан с 80 % выходом, тогда как взаимодействие хлорида фосфора (III) при катализе хлоридом цинка либо хлористого тионила при катализе ДМФА даёт 1-хлорпропан.
Взаимодействие 1-пропанола с уксусной кислотой в присутствии серной кислоты приводит к образованию пропилацетата. Кипячение только с муравьиной кислотой в течение суток даёт пропилформиат с выходом 65 %.
.
Окисление бихроматом калия серной кислотой в условиях отгонки образующего пропаналя позволяет получать его с 50 % выходом. Более глубокое окисление хромовым ангидридом даёт пропионовую кислоту.
Взаимодействие с щелочными металлами даёт соответствующие пропиолаты металлов. Причём реакция протекает менее интенсивно чем с этиловым спиртом и намного менее интенсивно, чем с водой.
{\displaystyle {\mathsf {2CH_{3}CH_{2}CH_{2}OH+2Na\rightarrow 2CH_{3}CH_{2}CH_{2}ONa+H_{2}}}}

## Получение
Метод получения в промышленности — гидроформилирование этилена с последующим гидрированием образовавшегося пропаналя:
{\displaystyle {\mathsf {C_{2}H_{4}+CO+H_{2}\rightarrow CH_{3}CH_{2}CHO+D}}}
{\displaystyle {\mathsf {CH_{3}CH_{2}CHO+H_{2}\rightarrow CH_{3}CH_{2}CH_{2}OH}}}
1-Пропанол получается в качестве побочного продукта при сбраживании зерна на этанол, однако данный способ получения не имеет особого промышленного значения.

## Применение
1-Пропанол применяют в качестве растворителя для восков, полиамидных чернил, природных и синтетических смол, полиакрилонитрила; в производстве полиэтилена низкого давления; для получения карбометоксицеллюлозы; как обезжириватель металлов; сорастворитель поливинилхлоридных адгезивов; желатинирующий и пластифицирующий агент целлюлозноацетатных плёнок; алкилирующий агент. Его используют также для синтеза пропионовой кислоты, пропионового альдегида, пропилацетата, пропиламина, ПАВ, пестицидов, некоторых фармацевтических препаратов.

### Топливо
1-Пропанол имеет высокое октановое число (118). Однако производство его слишком дорого для того, чтобы он стал широко применяемым топливом.

## Токсикология
Употребление пропилового спирта, также как и этилового спирта, вызывает алкогольное опьянение. В организме человека пропиловый спирт окисляется до пропионовой кислоты, более едкой, чем уксусная кислота, в связи с чем токсичность пропилового спирта значительно выше, чем у этилового (ЛД50 для пропилового спирта 1870 мг/кг, для этилового спирта 7060 мг/кг). У метилового спирта, ЛД50 составляет 810 мг/кг.
ПДК пропилового спирта в воздухе рабочей зоны 10 мг/м3 (среднесменная за 8 часов) и 30 мг/м3 (максимально разовая), в атмосферном воздухе населенных пунктов — не более 0,3 мг/м3.
По данным порог восприятия запаха мог достигать (среднее значение в группе) 540 и даже 25000 мг/м3; в работе — 660 мг/м3 (то есть в 66 (22) раза выше ПДКрз).
На 2011 год был зафиксирован один смертельный случай отравления пропиловым спиртом.